# 1885 no Brasil
Esta é uma cronologia dos fatos acontecimentos de ano 1885 no Brasil.

## Incumbentes
- Imperador – D. Pedro II (1831–1889)
- Presidente do Conselho de Ministros – João Maurício Wanderley, Barão de Cotegipe (1885–1888)

## Eventos
- 28 de setembro: É promulgada a Lei Saraiva-Cotegipe, também conhecida como Lei dos Sexagenários, que liberta os escravos no país com mais de 65 anos.[1]

## Nascimentos
- 13 de janeiro: Manuel Amoroso Costa, matemático (m. 1928).